# Luis Ernesto Mejía
Luis Ernesto Mejía Castro (Cali, 11 de junio de 1963) es un abogado, empresario y político colombiano.
Egresado en Derecho de la Universidad de San Buenaventura de Cali con magíster en Administración de Empresas del ICESI. Mejía fue viceministro de Minas durante la parte final del gobierno del presidente Andrés Pastrana (1998-2002) y posteriormente designado ministro por el presidente Álvaro Uribe, cargo que desempeñó durante el primer cuatrienio de gobierno (2002-2006). Mejía está afiliado al Partido Conservador Colombiano. Mejía es hijo de Ernesto Mejía Amaya, fundador de Baterías MAC para automotores.

## Ministro de Minas y Energía (2002-2006)
Mejía renunció de manera irrevocable y que fue aceptada por el presidente Uribe, pero en el mismo decreto volvió a nombrarlo en el cargo, recibiendo altos elogios por parte del gobierno. Mejía ha sido miembro de las juntas directivas de Ecopetrol, Isagen, Ecogas, Mac y Coéxito. También fue gestor de la Agencia de Hidrocarburos.

## Candidato a la vicepresidencia de Colombia (2010)
Mejía fue seleccionado el martes 30 de marzo por teléfono, por la candidata presidencial Noemí Sanín le ofreció a Luis Ernesto Mejía ser su compañero de fórmula. Sanín ganadora de la nominación por el partido Conservador como candidata presidencial, se refirió sobre su nuevo compañero de fórmula como un "visionario que ha generado empresas y trabajo en el país y quien, en su gestión en el ministerio de Minas, logró entregar confianza inversionista en el país, con la infraestructura suficiente en materias energética, de hidrocarburos y de minería". Sanín destacó que el presidente Uribe en varias oportunidades exaltó a Mejía como una de las estrellas del gobierno. La inscripción tanto de Noemí como de Mejía se realizó el lunes de Pascua, último día legal para hacerla.